# Miloš Willig
Miloš Willig (28. ledna 1921 Velké Svatoňovice – 23. srpna 1979 Praha) byl český herec.

## Život
Jako herec začínal v době druhé světové války v Horáckém divadle v Jihlavě. Od roku 1948 přesídlil do Prahy, kde se stal členem souboru libeňského Divadla S. K. Neumanna (dnešní Divadlo pod Palmovkou).
Pro český film jej v roce 1949 objevil režisér Martin Frič pro svůj film Pětistovka. Mezi jeho vůbec nejznámější role patří plukovník Kalina ze seriálu Třicet případů majora Zemana.
Miloš Willig byl také krátce ženat s televizní a rozhlasovou hlasatelkou a moderátorkou Kamilou Moučkovou; z manželství pochází dcera Kateřina.
V roce 1973 byl jmenován zasloužilým umělcem.

## Filmografie (výběr)

### Televize
- 1965 Kůzlátka otevřete... (TV inscenace detektivní hry) – role: vyšetřovatel
- 1967 Podivný konec léta
- 1968 Sňatky z rozumu (TV seriál)
- 1968 Hříšní lidé města pražského (TV seriál)
- 1974 30 případů majora Zemana
- 1976 Muž na radnici

### Film
- 1949 Pětistovka
- 1950 Slepice a kostelník
- 1954 Botostroj
- 1954 Jan Žižka
- 1964 Strach
- 1967 Údolí včel
- 1968 Maratón
- 1969 Kladivo na čarodějnice
- 1969 Po stopách krve
- 1970 Pane, vy jste vdova!
- 1971 Smrt černého krále
- 1973 Zatykač na královnu
- 1973 Kronika žhavého léta
- 1973 Hroch
- 1976 Dům na Poříčí